# Colonne des Trente
La Colonne des Trente est située au lieu-dit « la Pyramide » dans la commune de Guillac dans le Morbihan.

## Localisation
Le monument se situe au bord de la voie expresse RN 24 entre Rennes et Lorient dont l'aire situé à 150 mètres à l'ouest du monument porte son nom.

## Historique
La première pierre du monument est posée le 11 juillet 1819. Sa construction a demandé 4 ans de travaux et l'obélisque de granit est inauguré le 6 juillet 1823. 
Il a été érigé pour saluer la mémoire des combattants qui se sont affrontés lors du combat des Trente, le 27 mars 1351. Mais seuls les combattants du parti de Charles de Blois sont honorés par le monument.
Le chroniqueur du XIVe siècle, Froissart en fit le récit.
La crise de succession du duc de Bretagne Jean III, en 1341, oppose Jean de Montfort et ses alliés anglais à sa nièce Jeanne de Penthièvre, soutenue par la couronne.
À la suite d'un défi, trente chevaliers franco-bretons et trente chevaliers anglo-bretons s’affrontent en une bataille interminable.
Brandebourch, le capitaine des anglais fut tué ainsi que huit de ses compagnons. 
Tous les autres combattants survivants, de part et d'autre, furent blessés.
L’obélisque fait l’objet d’une inscription au titre des monuments historiques depuis le 15 mai 1933.